# Maurizio Bianconi
Maurizio Bianconi (Arezzo, 22 luglio 1946) è un politico italiano.

## Biografia
Dopo gli studi classici e la laurea in Giurisprudenza con il prof. Italo Mereu, si dedica all'avvocatura, professione esercitata ininterrottamente dal 1971.

### Attività politica
Dirigente nazionale della associazione giovanile del MSI, Giovane Italia, viene eletto consigliere comunale di Arezzo alla prima tornata utile dopo la maggiore età.
Profondamente laico (avrà per alcuni anni la tessera doppia del partito radicale) si schiera a favore del divorzio, in modo tanto energico da rendere impossibile la sua permanenza nei quadri dirigenti del MSI e così si allontana dalla vita politica attiva, pur continuando nel suo impegno.
Nel 1991 fonda il movimento politico Unione dei Cittadini e nel 1995 aderisce poi ad Alleanza Nazionale.

#### Consigliere regionale della Toscana
Alle elezioni regionali in Toscana del 1995 viene eletto consigliere in provincia di Arezzo nelle liste di Alleanza Nazionale con 5.573 preferenze, venendo poi riconfermato alle successive regionali del 2000 e del 2005.
Durante i tre mandati in Consiglio regionale è stato il primo rappresentante della destra a far parte dell'Ufficio di presidenza della Regione Toscana, è stato capogruppo per 13 anni, ha presieduto la Commissione di Controllo e quella per la legge elettorale ed è stato vicepresidente della prima commissione.
Alle elezioni comunali del 1999 ad Arezzo è stato eletto Presidente del Consiglio Comunale, facendo approvare all'unanimità il nuovo Statuto, unico comune capoluogo a farlo nei termini di legge; fu poi eletto Consigliere provinciale nelle consultazioni elettorali del 2004.

#### Esperienza parlamentare
Tenta una prima volta l'elezione alla Camera dei Deputati alle elezioni politiche del 2001, quando è candidato alla  nel collegio uninominale di Arezzo, sostenuto dalla Casa delle Libertà (in quota AN), venendo tuttavia sconfitto dal candidato de L'Ulivo Giuseppe Fanfani. Viene ricandidato anche alle successive elezioni politiche del 2006, nella circoscrizione Toscana, nelle liste di Alleanza Nazionale (in settima posizione), risultando tuttavia il secondo dei non eletti.
Alle elezioni politiche del 2008 è nuovamente candidato alla Camera dei Deputati, nella circoscrizione Toscana, nelle liste del Popolo della Libertà (in tredicesima posizione), venendo eletto deputato della XVI Legislatura. Alla Camera diviene vice-presidente del gruppo parlamentare del PdL, e dal 2009 è stato anche vice segretario amministrativo vicario del PdL e rappresentante legale del partito.
Ad agosto 2010, nel pieno dello scontro politico tra il presidente del Consiglio Silvio Berlusconi e il presidente della Camera Gianfranco Fini,  in un'intervista rilasciata al Giornale Bianconi criticò il presidente della Repubblica Giorgio Napolitano accusandolo di tradire la Costituzione nel paventare l'ipotesi di governo tecnico, escludendo cioè le elezioni anticipate, nel caso in cui fosse venuta meno la fiducia al governo. In risposta all'intervista, una nota rilasciata dal Quirinale definiva "avventate e gravi" le dichiarazioni di Bianconi e lo richiamava al dovere di mettere in stato di accusa il presidente della Repubblica qualora fosse convinto delle sue affermazioni. Nonostante gli inviti degli esponenti del suo stesso partito, in quella circostanza Bianconi rifiutò di chiedere scusa al presidente della Repubblica.
Alle elezioni politiche del 2013 è nuovamente candidato alla Camera dei deputati, nella circoscrizione Toscana, nelle liste del Popolo della Libertà (in terza posizione), venendo rieletto deputato della XVII Legislatura. Il 16 novembre 2013, con la sospensione delle attività del Popolo della Libertà, non aderirà mai a Forza Italia (come da lui stesso dichiarato più volte), ma rimarrà comunque come indipendente nel gruppo parlamentare di Forza Italia.
Da parecchio tempo fermamente contrario alla linea politica di Berlusconi, il 30 maggio 2015 aderisce ai Conservatori e Riformisti di Raffaele Fitto e il 19 novembre successivo abbandona il gruppo parlamentare di Forza Italia e passa al Gruppo misto, aderendo alla componente "Conservatori e Riformisti". Il 28 gennaio 2017, con lo scioglimento di Conservatori e Riformisti aderisce a  Direzione Italia, naturale proseguimento del percorso politico di CoR. Il 15 luglio 2017 abbandona Direzione Italia, rimanendo quindi come indipendente nel Gruppo misto della Camera dei Deputati.
Nel 2018 al termine della legislatura, abbandona la vita politica attiva e torna a dedicarsi a tempo pieno all'attività forense. Continua tuttavia a pubblicare saggi di politologia e a commentare la politica su diverse testate web e alla radio. 

## Pubblicazioni
- Un graffio al peggio - 25 consigli ai nuovi politici tra europeismo sovranismo e nuovi orizzonti, Italic Pequod, 2020.
- L'uomo del Mondo di Sotto. Tra democrazia postdemocrazia neodemocrazia", Italic Pequod, 2022.
- Combattere la postdemocrazia - da Lucky Luciano alla banda del Pil, Italic Pequod, 2023